# Clusia salvinii
Clusia salvinii  es una especie botánica de planta con flor en la familia de las clusiáceas. Es similar a la especie portorriqueña Clusia krugiana Urb. (nombre con el que fue distribuido el material nicaragüense) pero con anteras mucho más largas. Es un miembro del grupo de Clusia multiflora Kunth, cuya sistemática es difícil. El material con hojas y frutos más pequeños que se ha descrito en este tratamiento, podría no ser distinto del material con hojas y frutos más grandes que se encuentra hacia el sur.

## Descripción
Son árboles o arbustos de hábitos terrestres, a veces epífitas que alcanzan los 2–4 (–10) m de alto, con el látex blanco, escaso. Las hojas obovadas a espatuladas, de 6–11 (–14) cm de largo y 3–5.5 (–7.5) cm de ancho, el ápice redondeado, base cuneada, nervios laterales 3–5 por cm; pecíolos de 0.4–1.2 cm de largo. Las inflorescencias globosas, de 2–5 cm de largo, de pocas a numerosas flores; con yemas 4 mm de diámetro; pétalos blanco-cremosos a blancos; estambres numerosos, libres; ovario rodeado por un inconspicuo verticilo de estaminodios dentiformes, estigmas 5, elevados en estilos libres a conniventes. Fruto globoso, ca 1.5 cm de diámetro, verde, tornándose rojo.

## Distribución y hábitat
Abundante en las nebliselvas y bosques siempreverdes, de la zona norcentral; a una altitud de 900–2000 metros; florece en sep, fructifica en ene–ago; desde México a Panamá, distribuyéndose por El Salvador, Belice, Nicaragua y Venezuela.

## Propiedades
Se aplica, sobre todo, en ciertos padecimientos del aparato reproductor, como la gonorrea en Michoacán y otras enfermedades venéreas en Quintana Roo (V. purgación). Se ocupa también para algunas dolencias como el reumatismo, el dolor de cintura y el dolor de cabeza; para purgas y como antiinflamatorio.
La infusión hecha con las hojas y tomada como agua de uso, sirve para clarificar la sangre, y el látex fresco se aplica en las picaduras de la mosca chiclera (Quintana Roo).

## Taxonomía
Clusia salvinii fue descrita por Michael Pakenham Edgeworth y publicado en Transactions of the Linnean Society of London 20: 25. 1851.
Etimología
Clusia: nombre genérico que fue otorgado en honor del botánico Carolus Clusius.
salvinii: epíteto otorgado en honor del naturalista inglés Osbert Salvin.
Sinonimia
- Clusia schippii Lundell[4]